# Oued Zenati
Oued Zenati (în arabă وادي زناتي) este o comună din provincia Guelma, Algeria.
Populația comunei este de 32.870 locuitori (2008).